# بيلي روبسون
بيلي روبسون (بالإنجليزية: Billy Robson)‏ (20 ديسمبر 1907 بنيوكاسل أبون تاين في المملكة المتحدة - 1985) هو لاعب كرة قدم بريطاني (وحمل سابقاً جنسية المملكة المتحدة لبريطانيا العظمى وأيرلندا) في مركز الهجوم. لعب مع ستوك سيتي ونادي بيرنلي وهدرسفيلد تاون وWalker Celtic F.C. ‏ وWashington F.C. ‏.